# История Западной Сахары
История Западной Сахары прослеживается с V века до н. э., когда её посетил карфагенский путешественник Ганнон. Новейшая история Западной Сахары восходит к кочевым племенам, таким как санхаджи, жившим в сфере влияния берберов. В VIII веке эти племена приняли ислам, а затем арабский язык. Страна в основном населена сахарави, говорящими на хассание, диалекте арабского языка. Национальное меньшинство на севере говорит на ташельхит, одном из диалектов берберского.

## Ранняя история
С XI по XIX век Западная Сахара была связующим звеном между Африкой южнее Сахары и Северной Африкой. В середине XI века санхаджи заключили союз с лемтунами и основали династию альморавидов. Альморавиды расширили своё государство практически на всю территорию современного Марокко, Тлемсен и Пиренейский полуостров на севере, территорию Мавритании, Сенегала и Мали на юге, войдя в соприкосновение с империей Гана. К XVI веку, марокканская династия Саадитов завоевала империю Сонгай, располагавшуюся вдоль реки Нигер. Через Западную Сахару проходили основные пути Транссахарской торговли, соединявшие Томбукту (Мали) и Марракеш (Марокко). В XVII и XVIII веках получила развитие работорговля.

## Испанская Сахара

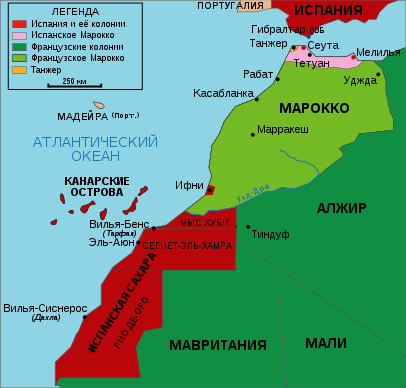
Карта Испанской Сахары

В конце XIX века в ходе колониального раздела Африки регион отошёл к Испании, что было подтверждено на Берлинской конференции 1884 года. Летом 1886 под эгидой Испанского общества Коммерческой Географии (Sociedad Española de Geografía Comercial) Хулио Сервера Бевера, Фелипе Риццо и Франциско Кирога прибыли в колонию Рио-де-Оро, где они провели топографические и астрономические исследования на этой территории. Эта экспедиция считается первой научной экспедицией в эту часть Сахары. Границы колонии не были четко определены до подписания договора между Испанией и Францией в начале XX века.
В 1904 году была создана колония под названием Рио-де-Оро. В 1912 году при разделе Марокко на 2 протектората (французский и испанский) южная часть бывших марокканских территорий получила статус отдельной колонии Мыс Хуби при условии, что в случае обретения французским Марокко независимости она будет возвращена вместе с Испанским Марокко независимому марокканскому государству. В 1920 году из состава Рио-де-Оро на юге была выделена другая колония — Агуэра. А в 1924 году все три колонии были объединены под общим названием Испанская Сахара. Эти территории управлялись отдельно от Испанского Марокко и не были его частью.
Оккупация области в 1884 году Испанией немедленно вызвала упорное сопротивление туземных сахарских племен. В 1904 году вспыхнуло восстание в городе Смара во главе с шейхом Ма аль-Айнином, которое было подавлено с помощью Франции после 1910 года.
После получения независимости, Марокко постоянно заявляло территориальные претензии на Западную Сахару. В 1958 году после Войны Ифни территории двух испанских колоний (Ифни и Испанская Сахара) были значительно сокращены в пользу Марокко, в частности, Испанская Сахара потеряла Мыс Хуби (фактически были восстановлены границы, существовавшей до 20-х годов колонии Рио-де-Оро). В связи с опасениями потерять оставшуюся часть своих колоний, Испания предоставила колониям Ифни и Испанская Сахара статус «заморских провинций», используя это в дальнейшем как аргумент против деколонизации. В 1967 г. испанские власти создали местный орган управления — Генеральную ассамблею Западной Сахары (Джамаа). 6 ноября 1975 года Марокко организовало так называемый Зелёный марш, массовую демонстрацию 350 тысяч безоружных людей из всех районов Марокко, вошедших в Западную Сахару. 18 ноября Испания вывела свою администрацию и подписала Мадридские соглашения, после чего Марокко и Мавритания поделили территорию между собой. Мавритания позже вывела свои войска из Западной Сахары и отказалась от территориальных притязаний на неё.
16 октября 1975 года по просьбе Генеральной Ассамблеи ООН Международный суд в Гааге принял консультативное заключение, в котором указывалось, что эта территория в доколониальные времена не была «терра нуллиус» (ничьей землей), признавалось существование ранее определенных связей между племенам этой территории как с королём Марокко, так и с племенами Мавритании. Однако, по мнению Международного суда, эти связи не могут препятствовать осуществлению населением Западной Сахары своего права на самоопределение.
Западная Сахара остаётся спорной территорией между Марокко, осуществляющим управление над территорией, и фронтом Полисарио, представляющим интересы коренного населения Западной Сахары и выступающим за её независимость. Сахарская Арабская Демократическая Республика (САДР) признана 59 государствами-членами ООН. Многочисленные попытки установить мирный процесс и разрешить конфликт, последней из которых были Переговоры в Манхессете 2007—2008 годов, пока привели лишь к прекращению огня, но не к политическому урегулированию ситуации.
В 2010—2011 годах в Западной Сахаре прошли волнения и протесты среди населения против политики Марокко по отношению к стране и её населению. Известные учёные Ноам Хомский и Бернабе Лопес Гарсиа указали эти события за отправную точку волнений, протестов и восстаний в странах арабского мира в 2010—2011 годах.